# Verdaches
Verdaches ist eine französische Gemeinde mit 60 Einwohnern (Stand 1. Januar 2022) im Département Alpes-de-Haute-Provence in der Region Provence-Alpes-Côte d’Azur. Sie gehört zum Kanton Seyne im Arrondissement Digne-les-Bains. Die Bewohner nennen sich die Verdachois.
Die angrenzenden Gemeinden sind Auzet im Norden, Seyne im Nordosten, Le Vernet im Osten, Beaujeu im Süden, La Javie (Berührungspunkt) im Südwesten und Barles im Westen.

## Bevölkerungsentwicklung
| Jahr      | 1962 | 1968 | 1975 | 1982 | 1990 | 1999 | 2008 | 2012 |
| --------- | ---- | ---- | ---- | ---- | ---- | ---- | ---- | ---- |
| Einwohner | 90   | 95   | 72   | 72   | 61   | 48   | 61   | 60   |

## Sehenswürdigkeiten
- Kirche Saint-Jean-Baptiste aus dem 18. Jahrhundert
- Kapelle Saint-Domain